# Irène Frain
Pour les articles homonymes, voir Frain (homonymie).
Irène Frain, née Irène Le Pohon le 22 mai 1950 à Lorient (Morbihan), est une femme de lettres française, romancière et journaliste. Elle est membre fondatrice du Women's Forum for the Economy and Society.

## Biographie

### Famille et jeunesse
Irène Frain est la troisième enfant (la fratrie en comptera cinq au total) d'un couple très proche du dénuement sévissant encore en milieu rural. À sa naissance, en 1950, la famille vit à cinq dans une unique pièce de 35 m2, dont le sol est en terre battue.

### Formation
Irène Frain étudie au lycée Dupuy-de-Lôme à Lorient, elle prolonge ses études après le baccalauréat en entrant en hypokhâgne à Rennes (où elle rencontre aussi son futur époux, François). En 1969, nait sa fille unique et en 1972, elle devient la plus jeune agrégée de lettres classiques en France. 

### Carrière professionnelle
De 1972 à 1978, elle enseigne les lettres classiques successivement aux lycées de Lagny-sur-Marne, de Champigny-sur-Marne, puis au lycée Jacques-Decour à Paris. 
De 1975 à 1981, elle enseigne le latin et la littérature latine à l'université Sorbonne-Nouvelle à Paris. 

### Carrière littéraire
Elle se signale d’abord par un ouvrage historique sur l’âge d’or de la Bretagne maritime, Quand les Bretons peuplaient les mers publié en 1979.
Elle consacre son premier roman à René Madec, petit mousse breton devenu nabab en Inde. Cette fresque épique de l’Inde du XVIIIe siècle, Le Nabab (1982) connaît un succès foudroyant et les romans suivants consacrent le talent d’Irène Frain : sens de l’intrigue, écriture tantôt sèche tantôt flamboyante, don de mettre le lecteur en empathie avec ses personnages, humour certain, imagination foisonnante.
De roman en roman — Modern Style (1984), Désirs (1986), Secret de famille (1989), Histoire de Lou (1990), Devi (1992), L'Homme fatal (1995), Les Hommes, etc. (2003), Au royaume des femmes (2007), Les Naufragés de l’île Tromelin (2009) —, l’intérêt des lecteurs pour ses écrits et l’originalité de sa personne ne se sont jamais démentis.
On note dans l’œuvre d’Irène Frain deux courants profonds : une passion pour les enjeux inhérents à la condition féminine et une prédilection affirmée pour l’Orient — les deux se recoupant souvent. Son ouvrage, Beauvoir in love (2012) fondé sur une enquête aux États-Unis et à l'université d'État de l'Ohio, a éclairé un pan mal connu de la passion du « Castor » pour l’écrivain américain Nelson Algren. Elle a ainsi pu mettre en scène des épisodes inconnus du parcours de Simone de Beauvoir et éclairer des traits de sa psychologie jusqu’ici ignorés - retouchant ainsi le portrait souvent biaisé, voire négatif, que Beauvoir fit de son amant américain après leur rupture. Elle y souligne aussi le rôle d’Algren dans la genèse du Deuxième Sexe. Grande voyageuse, la romancière attribue son goût de l’Asie à sa naissance à Lorient, ancien port de la Compagnie des Indes, autrefois orthographié L’Orient.
Plusieurs de ses récits de voyage illustrent cette prédilection : Quai des Indes (1992) relatant son enquête sur la célèbre femme-bandit indienne Phoolan Devi, La Vallée des hommes perdus (1995), en collaboration avec le dessinateur de BD André Juillard, Pour que refleurisse le monde (2002) avec Jetsun Pema, sœur du 14e dalaï-lama, et, après son voyage en Chine et au Tibet sur les traces du célèbre explorateur américain Joseph Rock, Au royaume des femmes (2006) et À la recherche du royaume (2007) avec des photos de son époux François Frain.
Sa passion de l’enquête peut aussi se manifester dans La Guirlande de Julie (1991) sur la naissance du langage des fleurs et de la civilité amoureuse en France, L’Inimitable (1998) biographie historique de Cléopâtre, Gandhi, la liberté en marche (2007) ou La Forêt des 29 (2011), qui relate le parcours de Jamboji, fondateur de la communauté des Bishnoïs.
En 1984, elle entame une carrière de journaliste, travaillant pour Paris Match, pour Elle, pour L'Équipe, pour VSD, etc..
Admiratrice de Julien Gracq, qu'elle a rencontré, Irène Frain lui a consacré en 2001 un court essai : Julien Gracq et la Bretagne..
On note aussi son intérêt pour l’art de vivre : Le Bonheur de faire l’amour dans sa cuisine et vice-versa (2004) et, dès le début de son parcours, un goût affirmé pour les contes : Contes du Cheval bleu les jours de grand vent (1980), republié et réaménagé sous le titre Le Navire de l'homme triste et autres contes marins (2010), La Fée chocolat (1995), Le Roi des chats (1996).
Irène Frain a relaté une partie de son enfance bretonne dans La Côte d’amour (2001) avec des photos de Christian Renaut et dans La Maison de la source en 2000. Dans Un crime sans importance (2020), elle aborde l'homicide de sa sœur aînée Denise (assassinée le 8 septembre 2018 dans son pavillon de banlieue dans l'Essonne); un ouvrage qui reçoit le prix Interallié en 2020,,,.
Dans La Forêt des 29 (2011), elle met en scène sous forme de docufiction l'itinéraire de Jamboji, fondateur au XVe siècle de la communauté des Bishnoïs en Inde. Elle y relate également le massacre-immolation qui eut lieu en 1730 à Khejarli, près de Jodhpur : 363 hommes, femmes et enfants y donnèrent leur vie pour protéger les arbres d'une forêt appartenant à la paysanne Bishnoï Amrita Devi.
Elle collabore régulièrement à l'hebdomadaire Le 1 sous la direction d'Éric Fottorino, qui a publié ses articles dans plusieurs recueils (Il me fallait de l'aventure, Éditions de l'Aube, 2018 et Les nouveaux combats des femmes, Éditions de l'Aube, 2018).
Elle est membre du comité d’honneur de l'Association pour le droit de mourir dans la dignité.
Irène Frain participe régulièrement à des actions favorables à la cause tibétaine. Elle est ambassadrice de l’association Aide à l'enfance tibétaine et de La Voix de l'enfant.
En novembre 2017, elle a été la présidente d'honneur du Prix CatalPa, prix littéraire et artistique français distinguant chaque année un catalogue d'exposition parmi ceux publiés par les musées et les institutions culturelles de Paris.
En 2018, elle est nommée membre du conseil de l'ordre national du Mérite.

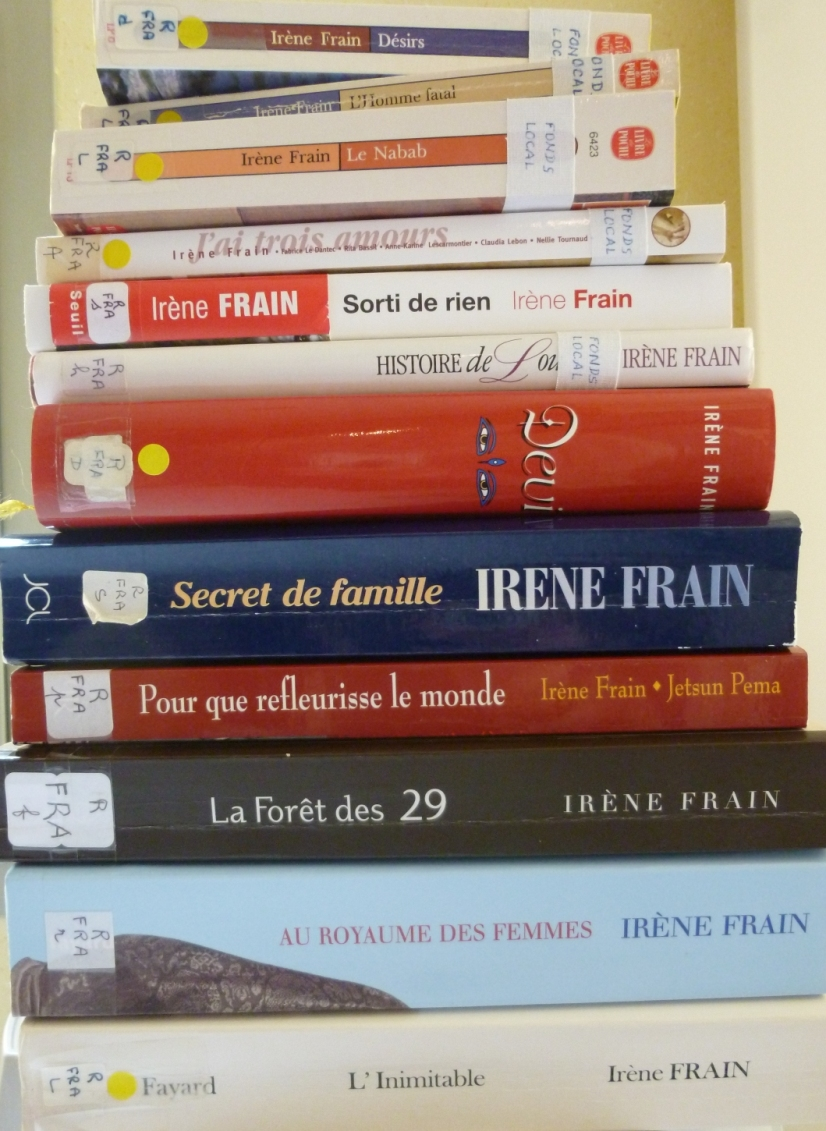

## Œuvres
- 1979 : Quand les Bretons peuplaient les mers (sous le nom d'Irène Frain le Pohon), Fayard •  (ISBN 978-2-21300-764-9)
- 1980 : Les Contes du cheval bleu les jours de grand vent (sous le nom d'Irène Frain le Pohon), Éditions Jean Picollec •  (ISBN 978-2-86477-004-6)
- 1982 : Le Nabab (d'après la vie de René Madec), Jean-Claude Lattès •  (ISBN 978-2-70960-104-7)
- 1984 : Modern Style, Jean-Claude Lattès •  (ISBN 978-2-02134-194-2)
- 1986 : Désirs, roman, Jean-Claude Lattès •  (ISBN 978-2-70960-514-4)
- 1989 : Secret de famille, Jean-Claude Lattès •  (ISBN 978-2-70960-759-9)
- 1990 : Histoire de Lou, Éditions Régine Deforges •  (ISBN 978-2-90553-848-2)
- 1991 : La Guirlande de Julie, Éditions Robert Laffont/Bibliothèque nationale de France •  (ISBN 978-2-22106-810-6)
- 1992 : Devi, Fayard •  (ISBN 978-2-21302-899-6)
- 1992 : Quai des Indes, Fayard •  (ISBN 978-2-21303-176-7)
- 1993 : Vive la mariée !, Éditions Du May •  (ISBN 978-2-90645-088-2)
- 1994 : La Vallée des hommes perdus, illustré par André Juillard, , Éditions Dominique Simonnet •  (ISBN 978-2-91004-602-6)
- 1995 : L'Homme fatal, roman, Fayard •  (ISBN 978-2-21359-439-2)
- 1995 : La Fée chocolat, Éditions Stock •  (ISBN 978-2-23404-540-8)
- 1996 : Le Chat - Une anthologie des plus beaux textes littéraires présentés par Irène Frain, Éditions de l'Archipel •  (ISBN 978-2-84187-051-6)
- 1997 : Le Fleuve bâtisseur, photographies de Bérengère Jiquel, édition hors commerce au profit des hôpitaux de France
- 1998 : L’Inimitable Cléopâtre, récit, Fayard •  (ISBN 978-2-21359-854-3)
- 1999 : À jamais, Albin Michel •  (ISBN 978-2-22610-830-2)
- 2000 : La Maison de la source, Fayard •  (ISBN 978-2-25315-272-9)
- 2000 : Julien Gracq et la Bretagne, Blanc Silex •  (ISBN 978-2-40201-851-7)
- 2000 : Le Mystère de la chambre 17 (ouvrage collectif, avec Patrick Raynal, Gérard Oberlé, Marc Lambron, Alain Duault, Denis Tillinac et al.), Rencontres du Livre et du Vin •  (ISBN 978-2-86274-771-2)
- 2001 : La Côte d'amour, photographies de Christian Renaut, Éditions Alizés •  (ISBN 978-2-91183-504-9)
- 2002 : Pour que refleurisse le monde en collaboration avec Jetsun Pema, Éd Presse de la Renaissance •  (ISBN 978-2-85616-835-6)
- 2003 : Les Hommes etc., Fayard •  (ISBN 978-2-21361-209-6)
- 2004 : Le Bonheur de faire l'amour dans sa cuisine et vice-versa, Fayard •  (ISBN 978-2-21361-902-6)
- 2005 : Les Couleurs de la mer, photographies de Philip Plisson , éditions de La Martinière •  (ISBN 978-2-73243-094-2)
- 2006 : Au royaume des femmes, Fayard •  (ISBN 978-2-21362-259-0)
- 2007 : À la recherche du royaume, Maren Sell éditeur •  (ISBN 978-2-35004-070-7)
- 2007 : Gandhi, la liberté en marche, Timée •  (ISBN 978-2-35401-016-4)
- 2008 : 68, nos années choc (avec Joëlle Ody), Plon •  (ISBN 978-2-25920-808-6)
- 2009 : Les Naufragés de l’île Tromelin (postface Max Guérout, photogr. François Frain), Neuilly-sur-Seine, Éditions Michel Lafon, février 2009, 373 p. (ISBN 978-2-7499-0990-5) – Grand prix de l’Académie de marine 2010, Grand Prix Palatine du roman historique 2009, prix Relay 2009[16], Prix des Bibliothèques de la Ville de Marseille
- 2010 : Le Navire de l'homme triste et autres contes marins, Éditions de l'Archipel •  (ISBN 978-2-80980-486-7)
- 2011 : La Forêt des 29, Éditions Michel Lafon •  (ISBN 978-2-74991-360-5)
- 2012 : Beauvoir in Love, Éditions Michel Lafon •  (ISBN 978-2-74991-741-2)
- 2013 : Sorti de rien – Prix Bretagne-Breizh 2014, Éditions du Seuil •  (ISBN 978-2-02112-145-2)
- 2015 : Marie Curie prend un amant, Éditions du Seuil •  (ISBN 978-2-02118-308-5)
- 2017 : La Fille à histoires, Éditions du Seuil •  (ISBN 978-2-02134-194-2)
- 2018 : Il me fallait de l'aventure, Éditions de l'Aube •  (ISBN 978-2-81592-714-7)
- 2018 : Sans réseau c'est l'horreur, Éditions Jeunesse PlayBac
- 2019 : Je te suivrai en Sibérie, éditions Paulsen •  (ISBN 978-2-29025-812-5)
- 2020 : Un crime sans importance, Éditions du Seuil – prix Interallié •  (ISBN 978-2-02145-589-2)
- 2022 : L'Allégresse de la Femme Solitaire, Éditions du Seuil •  (ISBN 978-2021488616)
- 2023 : Écrire est un roman, Éditions du Seuil •  (ISBN 978-2021536508)

## Décorations
- Officière de la Légion d'honneur (chevalier le 31 décembre 1997[17], promue officier le 31 décembre 2009[18])
- Commandeure de l'ordre national du Mérite (directement faite officier le 30 avril 2002[19], puis est promue commandeur le 13 mai 2016[20])
- Commandeure de l'ordre des Arts et des Lettres (12 mars 2019[21])